# بال‌داران
بال‌داران (نام علمی: Pterygota) نام یک زیررده از رده حشرات است. بسیاری از حشرات در این گروه قرار می‌گیرند مانند پروانه ، کک ، مگس ، سوسک ، زنبور ، مورچه ، ساس و شپش .